# Frétigny

Frétigny este o comună în departamentul Eure-et-Loir, Franța. În 1 ianuarie 2018 avea o populație de 521 de locuitori.